# دنیل گریگوریچ
دنیل گریگوریچ (به انگلیسی: Daniel Gregorich؛ زادهٔ ۷ مهٔ ۱۹۹۶) یک کشتی‌گیر فرنگی‌کار اهل کوبا است. وی سابقه حضور در المپیک ۲۰۲۰ توکیو را دارد.